# Leo-I-Zwerggalaxie
Leo I ist eine spheroidale Zwerggalaxie in Sternbild des Löwen. Sie ist etwa 820.000 Lichtjahre vom Sonnensystem entfernt, mit einer größten Ausdehnung von ca. 7.000 Lichtjahren. Leo I ist  Mitglied der Lokalen Gruppe und zählt zu den am weitesten entfernten Trabanten unserer Milchstraße.
Die Galaxie wurde bereits 1950 durch Albert George Wilson auf Fotoplattenaufnahmen bei der Durchmusterung des Palomar Observatory Sky Survey mit Hilfe des 48-Zoll-Schmidt-Teleskops am Palomar-Observatorium entdeckt.
Leo I ist lediglich 12 Bogenminuten von Regulus, dem hellsten Stern im Sternbild Löwe, entfernt. Deswegen wird die Zwerggalaxie manchmal auch als Regulus Zwerg bezeichnet. Durch das Streulicht des Sterns gestaltet sich das Studium des Objekts schwieriger und es wurde erst in den 1990er Jahren möglich es auch visuell zu untersuchen.

## Eigenschaften

### Masse
Die Messung der Radialgeschwindigkeiten einiger der hellsten Roten-Riesen Sterne der Galaxie ermöglichten die Bestimmung der Masse von Leo I. Sie beträgt zumindest (2,0 ± 1,0) × 107 M⊙. Insgesamt dürfte der Zwerg aus mindestens zehn Millionen Sternen bestehen.
Die Ergebnisse sind jedoch noch nicht zwingend endgültig, auch beweisen noch widerlegen sie die Existenz eines Halos Dunkler Materie um die Galaxie. Dass Leo I nicht rotiert, konnte hingegen schon zweifelsfrei gezeigt werden.
Eine kinematische Studie von Leo I fand 2021 heraus, dass sich im Zentrum der Galaxie mit offenbar ein (inzwischen mit Leo I* bezeichnetes) supermassereiches Schwarzes Loch (SMBH) mit drei Millionen Sonnenmassen befindet. Leo I* hätte damit eine Masse, die mit der Masse des Schwarzen Lochs im Zentrum der Milchstraße, Sagittarius A*, vergleichbar ist.
Gegen eine frühere alternative Hypothese, es könnte sich bei Leo I dagegen um einen Strom von Gezeitentrümmern im Halo unserer Milchstraße handeln, sprechen die neueren Ergebnisse aus dem Jahr 2022.

### Sternentstehung
Typisch für eine Zwerggalaxie ist, dass ihre Metallizität nur sehr gering ausfällt. Sie beträgt lediglich 1 % derjenigen der Sonne. Gallart et al. zeigten 1999 durch Analyse von Hubble-Weltraumteleskop Aufnahmen, dass Leo I vor 6 Milliarden und 2 Milliarden Jahren ein massives Anwachsen seiner Sternentstehungsrate erfuhr. Diese zwei Phasen zeichnen für 70 % bis 80 % der Sternpopulation der Galaxie verantwortlich. Für Sterne älter als 10 Milliarden Jahre ergaben sich keine signifikanten Hinweise. Vor etwa 1 Milliarde Jahren scheint die Sternentstehung ziemlich abrupt bis auf eine vernachlässigbare Rate abgefallen zu sein. Diese geringe Aktivität dauerte noch bis vor etwa 200 Millionen bis 500 Millionen Jahren an. Es handelt sich hiermit um die jüngste der Zwerggalaxien der Milchstraßenuntergruppe. Leo I scheint ebenfalls in einer Wolke ionisierten Gases eingebettet, die eine Masse in der Größenordnung der Galaxie besitzt.

### Kugelsternhaufen
Es wurden keine Kugelsternhaufen bei der Zwerggalaxie Leo I entdeckt.